# Песма за Евровизију ’24
Песма за Евровизију ’24 (ПзЕ ’24) било је треће издање Песме за Евровизију, такмичења на ком се одлучује представник Србије на Песми Евровизије 2024. Такмичење се састојало од две полуфиналне вечери, које су одржане 27. и 29. фебруара, као и финала 2. марта. У полуфиналима се такмичило по 14 песама, од којих је из сваког по 8 прошло у финале. Резултати све 3 вечери одлучени су комбинацијом гласова публике и жирија у омеру 50:50, тако што су стручни жири и телегласање доделили по један сет од 12, 10, 8—1 поен за својих 10 омиљених песама. Такмичење су водили Драгана Косјерина и Славен Дошло. Победу на такмичењу је однела Teya Dora са песмом Рамонда и она je представљала Србију на Песми Евровизије 2024.

## Формат и продукција
За 2024. годину, РТС поново организује национално финале Песма за Евровизију како би одабрао свог представника на Евровизији. Полуфинала су одржана 27. и 29. фебруара, док је финале одржано 2. марта 2024. На веб-сајту РТС је, 1. августа 2023. године, откривен правилник такмичења, као и правила конкурса.

### Гласање
Сваке вечери, жири и публика додељују по један сет који чини 12, 10 и 8—1 поен за својих 10 омиљених песама. У полуфиналима, 8 песама које су оствариле најбољи резултат пролазе у финале. У финалу, песма са највише поена после сабирања поена публике и жирија је победник. У случају нерешеног резултата, она песма која је имала више поена публике је завршила са бољим резултатом. У случају да две или више песама имају исти број поена жирија, она песма која је имала више 12 поена је завршила са бољим резултатом. Ако је резултат и даље нерешен, процес се понавља са 10 поена. Процес се понавља са свим поенима ка наниже, све док изједначење није решено. У случају да се изједначење не може преломити на овај начин, редослед којим је председник жирија оценио ове песме се користи да се изједначење преломи.
Првобитно је за издање 2024. најављена промена система гласања, те би се користио пропорционални систем рачунања гласова публике, али се од тога одустало. Као разлог, наведено је то да је РТС у обавези да се држи начина гласања наведеног у правилнику донесеног када је конкурс расписан, али да ће се промена размотрити за 2025. годину.

### Продукција
Песма за Евровизију '24 је била у продукцији SkyMusic и РТС-а. Директор управног одбора РТС Бранислав Клашченко је тврдио да је за такмичење РТС испланирао буџет од 249.000 €, а да је потрошено 300.000 € и додатних 173.000 € у неновчаним трошковима. Менаџмент РТС је одговорио тврдећи да је за такмичење одвојен буџет од 249.000 €, да је додато 48.000 € на буџет за Sky Production због повећања цена на тржишту, као и захтева да се побољша изглед сцене такмичења. Даље, РТС тврди да су ЛЕД коцке, ЛЕД под и сферни ЛЕД екран уступљени на коришћење бесплатно од стране Emotion Production и Filming Production, те да су плаћени транспорт, монтажа и демонтажа, јер у РТС не постоје људи који су за то оспособљени. Укупна цена у тренутку објаве чланка у ком су ове тврдње наведене није била објављена пошто „није обављен коначни обрачун”.

### Водитељи
Водитељи програма су били Драгана Косјерина и Славен Дошло на главној позорници, а Стефан Поповић и Кристина Раденковић су били домаћини зелене собе.

## Учесници
Конкурс за слање пријава био је отворен 1. августа 2023. године. Конкурс је требало да се затвори 1. новембра 2023, али је продужен до 10. новембра, иако је првобитно било у плану да се продужи до 15. новембра. РТС је до краја периода за пријаве добио око 235 пријава, највећи број пријава за било које национално финале Србије икада.
На конкурс је требало послати снимак песме која није изведена у целини или у деловима пре 1. септембра 2023. године а да буде у трајању до 3 минута. Сви извођачи који су се пријавили морали су да имају најмање 16 година 1. маја 2024. године, као и да буду држављани Републике Србије. Сви текстови песама морали су да буду барем 51% на званичним језицима Србије.
Одабрано је укупно 28 учесника који су се такмичили, а списак такмичара је откривен 21. децембра 2023. године. Песме су објављене 25. јануара 2024.
Међу пријављенима су били КонстрактаTeya Dora, победница Песме за Евровизију '22, која је представљала Србију на Евровизији 2022, која се такмичила и на Беовизији 2008. и 2009. као део групе Земља грува! и Бојана Радовановић која је представљала Србију на Дечјој песми Евровизије 2018. Поред Констракте, повратници на национално финале Србије били су Filarri, Филип Балош и Nadia који су се такмичили на претходном издању; Зорја која се такмичила 2022; Зејна која се такмичила на оба претходна издања; Милан Бујаковић који се такмичио у претходном издању и на Беовизији 2020; Ивана Владовић која се такмичила на претходном издању и на Беовизији 2019; и Yanx која се такмичила на Беовизији 2009, на Беосонгу 2013, на Беовизији 2018. и 2019.
| Извођач(и)       | Песма           | Музика и текст                                                              |
| ---------------- | --------------- | --------------------------------------------------------------------------- |
| Бојана и Давид   |                 | Борис Суботић Виолета Михајловска                                           |
| Бресквица        | Гнездо орлово   | Милош Стојковић (Henny)Иван Ђурђевић (Jhinsen)Реља Путниковић (Relja Torinno)                              |
| Дурлански        | Музика          | Ахмед Хајдаровић ( Rap Gorilla ) Александар Илић Душан Анисимов (Дурлански) |
| Душан Куртић     | Због тебе живим | Душан Куртић Иван Куртић                                                    |
| Зејна            | Најбоља         | Марко Дрежњак ( ) Звонимир Ђукић                                            |
| Зорја            | Лик у огледалу  | Зорица Пајић (Зорја) Лазар Пајић Владан Максимовић                          |
| Ива Лоренс       | Дом             | Ива Лоренс Андрија Гавриловић ( )                                           |
| Ивана Владовић   | Јака            | Милан Станковић (SevdahBaby)                                                |
|                  | Коло            | Сашка Јанковић ( ) Микос Микели                                             |
| Кавала           | Вавилон         | Јана Ранчић (Кавала) Борис Крстајић                                         |
| Кат Доса         | Тајни зачин     | Слободан Вељковић ( ) Бојана Вунтуришевић                                   |
| Кени није мртав  | Дијаманти       | Матеја Ђокић Матија Пешић Сава Томић                                        |
| Констракта       | Ново, боље      | Милован Бошковић Јован Антић Ана Ђурић (Констракта)                         |
| Лена Ковачевић   | Зови ме Лена    | Дарко Димитров Роберт Билбилов Владимир Даниловић                           |
| Марко Мандић     | Дно             | Немања Филиповић Марко Мандић                                               |
| Мартина Врбос    | Да ме волиш     | Мартина Врбос                                                               |
| Милан Бујаковић  | Моје твоје      | Петар Пупић Лајонел Ломбард Маја Сарихоџић ( )                              |
|                  | Перцепција      | Мира Малетковић ( ) Лазар Белић                                             |
| Nadia            | Судари          | Нађа Терзић ( ) Коста Пантелић Никола Денчић                                |
| Немања Радошевић | Јутра без тебе  | Саша Милошевић (Маре)                                                       |
|                  | Електрољубав    | Саша Баша Петар Милошевић Алекса Станковић                                  |
|                  | Рамонда         | Теодора Павловска ( ) Лука Јовановић ( ) Андријано Кадовић (Ајзи)           |
|                  | Ко је та жена?  | Никола Кирћански (Кеи) Андријано Кадовић (Ајзи)                             |
| Филип Балош      | Дуга је ноћ     | Филип Балош Ивана Лукић ( )                                                 |
| Hydrogen         | Немогућа мисија | Марио Кујунџић Никола Вујадиновић Никола Митровић Павле Кунтић              |
| Христина         | Бедем           | Христина Вуковић                                                            |
| Chai             | Сама            | Ахмед Хајдаровић ( Rap Gorilla ) Теодора Влаховић ( Chai ) Александар Илић  |
| Џорџи            | Луна парк       | Славко Миловановић Павле Суботић                                            |

## Преглед такмичења

### Полуфинала
Чланови жирија у полуфиналима су били: Владимир Јовановић (представник ОГАЕ Србија и уредник евровизијског портала), Жељко Васић (музичар),  Милош Михајловић (професор на Факултету музичке уметности у Београду), Милош Рогановић (песмописац), а председница жирија је била Гоца Тржан (музичарка).

#### Прво полуфинале
Прво полуфинале је одржано 27. фебруара 2024. са почетком у 21.00ч . Четрнаест песама се такмичило, а осам је прошло у финале. Учесници полуфинала, као и редослед њихових наступа, су откривени 24. јануара 2024.
Поред учесничких песама, Невена Божовић је отворила полуфинале победничком песмом Песме Евровизије 2023, Tattoo коју изводи Лорен, док је у паузи изведен медли песама бенда ABBA; Бенд Гифт је извео Gimme! Gimme! Gimme! (A Man After Midnight), Драганa Радаковић је извела Fernando, бенд Orthodox Celts је извео Does Your Mother Know, Дејан Петровић и Драгачевске везиље су извели Money, Money, Money (Паре, паре, паре), бенд ABBA Tribute Band је извео Dancing Queen, a Ивана Петерс, Зое Кида, Ксенија Кнежевић, Јулијана Винцан, Игор Симић, Младен Лукић и Милош Марковић су извели Take a Chance on Me.
Легенда:
  Квалификовани
| #  | Извођач(и)                 | Песма          | Жири    | Жири  | Телегласање | Телегласање | Укупно | Пласман |
| #  | Извођач(и)                 | Песма          | Гласови | Поени | Гласови     | Поени       | Укупно | Пласман |
| -- | -------------------------- | -------------- | ------- | ----- | ----------- | ----------- | ------ | ------- |
| 1  | Марко Мандић               | Дно            | 31      | 6     | 722         | 0           | 6      | 8.      |
| 2  |                            | Перцепција     | 10      | 3     | 1.786       | 6           | 9      | 7.      |
| 3  | Бојана и Давид             |                | 21      | 4     | 5.492       | 10          | 14     | 3.      |
| 4  | Лена Ковачевић             | Зови ме Лена   | 36      | 7     | 1.427       | 3           | 10     | 5.      |
| 5  | Saša Báša & Virtual Ritual | Електрољубав   | 7       | 1     | 972         | 1           | 2      | 12.     |
| 6  | Мартина Врбос              | Да ме волиш    | 5       | 0     | 516         | 0           | 0      | 13.     |
| 7  |                            | Ко је та жена? | 4       | 0     | 1.707       | 5           | 5      | 9.      |
| 8  | Бресквица                  | Гнездо орлово  | 58      | 12    | 18.878      | 12          | 24     | 1.      |
| 9  | Христина                   | Бедем          | 40      | 8     | 1.532       | 4           | 12     | 4.      |
| 10 | Ивана Владовић             | Јака           | 23      | 5     | 809         | 0           | 5      | 10.     |
| 11 | Chai                       | Сама           | 3       | 0     | 1.053       | 2           | 2      | 11.     |
| 12 | Зорја                      | Лик у огледалу | 45      | 10    | 3.360       | 8           | 18     | 2.      |
| 13 | Кавала                     | Вавилон        | 0       | 0     | 753         | 0           | 0      | 13.     |
| 14 | Кени није мртав            | Дијаманти      | 7       | 2     | 2.573       | 7           | 9      | 6.      |

| #  | Песма          | В. Јовановић | Ж. Васић | М. Михајловић | М. Рогановић | Г. Тржан | Укупно | Поени |
| -- | -------------- | ------------ | -------- | ------------- | ------------ | -------- | ------ | ----- |
| 1  | Дно            | 6            | 7        | 7             | 6            | 5        | 31     | 6     |
| 2  | Перцепција     |              | 3        | 3             | 2            | 2        | 10     | 3     |
| 3  | No No No       | 5            | 4        | 4             | 1            | 7        | 21     | 4     |
| 4  | Зови ме Лена   | 7            | 8        | 6             | 7            | 8        | 36     | 7     |
| 5  | Електрољубав   |              | 2        | 2             | 3            |          | 7      | 1     |
| 6  | Да ме волиш    | 2            | 1        | 1             |              | 1        | 5      |       |
| 7  | Ко је та жена? | 4            |          |               |              |          | 4      |       |
| 8  | Гнездо орлово  | 12           | 12       | 12            | 10           | 12       | 58     | 12    |
| 9  | Бедем          | 10           | 6        | 10            | 8            | 6        | 40     | 8     |
| 10 | Јака           | 1            | 5        | 8             | 5            | 4        | 23     | 5     |
| 11 | Сама           | 3            |          |               |              |          | 3      |       |
| 12 | Лик у огледалу | 8            | 10       | 5             | 12           | 10       | 45     | 10    |
| 13 | Вавилон        |              |          |               |              |          | 0      |       |
| 14 | Дијаманти      |              |          |               | 4            | 3        | 7      | 2     |

#### Друго полуфинале
Друго полуфинале је одржано 29. фебруара 2024. са почетком у 21.00ч . Четрнаест песама се такмичило, а осам је прошло у финале. Учесници полуфинала, као и редослед њихових наступа, су откривени 24. јануара 2024.
Поред учесничких песама, Luke Black је извео победничку песму Песме за Евровизију '23, Само ми се спава. У паузи, Luke Black је извео своје песме God's Too Cool и Chainsaws in Paradise, а у медлију другопласираних песама са Евровизије, Сања Вучић је извела Cha Cha Cha коју изводи Керије, група Hurricane је извела Fuego коју изводи Елени Фуреира, а Принц је извео Soldi коју изводи Мамуд.
Легенда:
  Квалификовани
| #  | Извођач(и)       | Песма           | Жири    | Жири  | Телегласање | Телегласање | Укупно | Пласман |
| #  | Извођач(и)       | Песма           | Гласови | Поени | Гласови     | Поени       | Укупно | Пласман |
| -- | ---------------- | --------------- | ------- | ----- | ----------- | ----------- | ------ | ------- |
| 1  | Nadia            | Судари          | 13      | 3     | 815         | 0           | 3      | 12.     |
| 2  | Hydrogen         | Немогућа мисија | 7       | 0     | 1.511       | 4           | 4      | 9.      |
| 3  | Ива Лоренс       | Дом             | 0       | 0     | 2.122       | 7           | 7      | 5.      |
| 4  | Зејна            | Најбоља         | 36      | 8     | 1.632       | 6           | 14     | 3.      |
| 5  | Филип Балош      | Дуга је ноћ     | 10      | 1     | 1.482       | 3           | 4      | 10.     |
| 6  | Немања Радошевић | Јутра без тебе  | 11      | 2     | 1.602       | 5           | 7      | 6.      |
| 7  |                  | Коло            | 19      | 4     | 798         | 0           | 4      | 11.     |
| 8  | Кат Доса         | Тајни зачин     | 0       | 0     | 1.461       | 2           | 2      | 13.     |
| 9  | Џорџи            | Луна парк       | 28      | 5     | 3.278       | 8           | 13     | 4.      |
| 10 | Душан Куртић     | Због тебе живим | 36      | 7     | 951         | 0           | 7      | 7.      |
| 11 |                  | Рамонда         | 60      | 12    | 6.230       | 12          | 24     | 1.      |
| 12 | Констракта       | Ново, боље      | 41      | 10    | 5.997       | 10          | 20     | 2.      |
| 13 | Милан Бујаковић  | Моје твоје      | 29      | 6     | 570         | 0           | 6      | 8.      |
| 14 | Дурлански        | Музика          | 0       | 0     | 1.216       | 1           | 1      | 14.     |

| #  | Песма           | В. Јовановић | Ж. Васић | М. Михајловић | М. Рогановић | Г. Тржан | Укупно | Поени |
| -- | --------------- | ------------ | -------- | ------------- | ------------ | -------- | ------ | ----- |
| 1  | Судари          | 2            | 3        | 1             | 5            | 2        | 13     | 3     |
| 2  | Немогућа мисија |              | 4        |               | 3            |          | 7      |       |
| 3  | Дом             |              |          |               |              |          | 0      |       |
| 4  | Најбоља         | 10           | 7        | 3             | 8            | 8        | 36     | 8     |
| 5  | Дуга је ноћ     | 6            | 1        | 2             |              | 1        | 10     | 1     |
| 6  | Јутра без тебе  | 1            |          | 6             | 1            | 3        | 11     | 2     |
| 7  | Коло            | 7            | 2        | 4             | 2            | 4        | 19     | 4     |
| 8  | Тајни зачин     |              |          |               |              |          | 0      |       |
| 9  | Луна парк       | 4            | 5        | 5             | 4            | 10       | 28     | 5     |
| 10 | Због тебе живим | 5            | 8        | 7             | 10           | 6        | 36     | 7     |
| 11 | Рамонда         | 12           | 12       | 12            | 12           | 12       | 60     | 12    |
| 12 | Ново, боље      | 8            | 10       | 10            | 6            | 7        | 41     | 10    |
| 13 | Моје твоје      | 3            | 6        | 8             | 7            | 5        | 29     | 6     |
| 14 | Музика          |              |          |               |              |          | 0      |       |

### Финале
Финале је одржано 2. марта 2024. са почетком у 21.00ч CET. Шеснаест песама се такмичило.
Чланови жирија у финалу су били: Зоран Живановић Жика (музичар), Ивана Рашић Трмчић (Сајси MC; реперка), Дејан Петровић (трубач), Александар Седлар (диригент), а председница жирија је била Марија Шерифовић (музичарка).
 Победница је била Teya Dora са песмом Рамонда, те ће она представљати Србију на Песми Евровизије 2024. у Малмеу.
Поред учесничких песама, Жељко Јоксимовић је отворио финале песмом Лане моје, а у паузи је извео пар евровизијских песама које је написао: Лејла коју изводи Хари Мата Хари, Адио коју изводи Кнез и своју песму Није љубав ствар.
Легенда:
  Победник
| #  | Извођач(и)       | Песма           | Жири    | Жири  | Телегласање | Телегласање | Укупно | Пласман |
| #  | Извођач(и)       | Песма           | Гласови | Поени | Гласови     | Поени       | Укупно | Пласман |
| -- | ---------------- | --------------- | ------- | ----- | ----------- | ----------- | ------ | ------- |
| 1  | Ива Лоренс       | Дом             | 10      | 2     | 1.554       | 0           | 2      | 12.     |
| 2  | Џорџи            | Луна парк       | 8       | 1     | 5.085       | 5           | 6      | 8.      |
| 3  | Бресквица        | Гнездо орлово   | 28      | 5     | 45.160      | 12          | 17     | 2.      |
| 4  | Teya Dora        | Рамонда         | 44      | 12    | 28.114      | 10          | 22     | 1.      |
| 5  | Христина         | Бедем           | 12      | 3     | 1.092       | 0           | 3      | 10.     |
| 6  | Марко Мандић     | Дно             | 7       | 0     | 1.030       | 0           | 0      | 15.     |
| 7  |                  | Перцепција      | 3       | 0     | 1.678       | 1           | 1      | 13.     |
| 8  | Немања Радошевић | Јутра без тебе  | 4       | 0     | 1.630       | 0           | 0      | 14.     |
| 9  | Милан Бујаковић  | Моје твоје      | 0       | 0     | 414         | 0           | 0      | 16.     |
| 10 | Кени није мртав  | Дијаманти       | 7       | 0     | 2.518       | 2           | 2      | 11.     |
| 11 | Зорја            | Лик у огледалу  | 42      | 10    | 10.532      | 7           | 17     | 3.      |
| 12 | Зејна            | Најбоља         | 31      | 7     | 3.627       | 4           | 11     | 5.      |
| 13 | Констракта       | Ново, боље      | 34      | 8     | 19.537      | 8           | 16     | 4.      |
| 14 | Бојана и Давид   |                 | 3       | 0     | 8.773       | 6           | 6      | 7.      |
| 15 | Лена Ковачевић   | Зови ме Лена    | 29      | 6     | 1.676       | 0           | 6      | 9.      |
| 16 | Душан Куртић     | Због тебе живим | 28      | 4     | 2.834       | 3           | 7      | 6.      |

| #  | Песма           | З. Живановић | Д. Петровић | Сајси MC | А. Седлар | М. Шерифовић | Укупно | Поени |
| -- | --------------- | ------------ | ----------- | -------- | --------- | ------------ | ------ | ----- |
| 1  | Дом             |              |             | 5        | 5         |              | 10     | 2     |
| 2  | Луна парк       | 2            |             |          |           | 6            | 8      | 1     |
| 3  | Гнездо орлово   | 5            | 12          |          | 7         | 4            | 28     | 5     |
| 4  | Рамонда         | 6            | 10          | 12       | 4         | 12           | 44     | 12    |
| 5  | Бедем           |              |             |          | 12        |              | 12     | 3     |
| 6  | Дно             | 1            | 3           |          | 3         |              | 7      | 0     |
| 7  | Перцепција      |              | 1           |          | 2         |              | 3      | 0     |
| 8  | Јутра без тебе  |              | 2           | 2        |           |              | 4      | 0     |
| 9  | Моје твоје      |              |             |          |           |              | 0      | 0     |
| 10 | Дијаманти       | 3            |             | 3        |           | 1            | 7      | 0     |
| 11 | Лик у огледалу  | 4            | 8           | 10       | 10        | 10           | 42     | 10    |
| 12 | Најбоља         | 8            | 7           | 8        |           | 8            | 31     | 7     |
| 13 | Ново, боље      | 7            | 5           | 7        | 8         | 7            | 34     | 8     |
| 14 |                 |              |             | 1        |           | 2            | 3      | 0     |
| 15 | Зови ме Лена    | 10           | 4           | 4        | 6         | 5            | 29     | 6     |
| 16 | Због тебе живим | 12           | 6           | 6        | 1         | 3            | 28     | 4     |

## Остале награде

### ОГАЕ Србија
Награда ОГАЕ Србије за најбољу песму Песме за Евровизију ’24 припала је Констракти са песмом Ново, боље са 254 поена. Друго место припало је певачици Teya Dora са песмом Рамонда са 214 поена, док је треће место освојила Зорја са песмом Лик у огледалу и 183 поена. У исто време, Констракта је изабрана за представника Србије на ОГАЕ такмичењу друге шансе.
Легенда:
  Победник гласања и представник на ОГАЕ друга шанса
| Извођач    | Песма          | Поени | Пласман |
| ---------- | -------------- | ----- | ------- |
| Констракта | Ново, боље     | 254   | 1.      |
|            | Рамонда        | 214   | 2.      |
| Зорја      | Лик у огледалу | 183   | 3.      |
| Џорџи      | Луна парк      | 136   | 4.      |
| Христина   | Бедем          | 97    | 5.      |

## Преноси и гледаност
Све три вечери су преношене на телевизијским станицама РТС 1, РТС Свет и на платформи РТС Планета, на сајту РТС — rts.rs, као и на РТС евровизијском YouTube каналу. Финале се преноси и на Радио Београд 1.
Иако је првобитно планирано да се финале такмичења преноси на званичном YouTube каналу Песме Евровизије, тај пренос је отказан, а претпоставља се да су разлог техничке потешкоће у преносима полуфинала на РТС евровизијском YouTube каналу; пренос првог полуфинала је каснио пар минута, а пренос другог је почео после прве 4 песме.
| Такмичарско вече | Датум емитовања   | Просечна гледаност | Укупна гледаност | Удео у гледаности (У поређењу са ПзЕ '23) | Реф.          |
| ---------------- | ----------------- | ------------------ | ---------------- | ----------------------------------------- | ------------- |
| Прво полуфинале  | 27. фебруар 2024. | 487.675            | 1.300.000        | 19,53% ( 4,74%)                           | [ 38 ] [ 39 ] |
| Друго полуфинале | 29. фебруар 2024. | 419.008            | 1.265.000        | 16,16% ( 3,13%)                           | [ 38 ] [ 40 ] |
| Финале           | 2. март 2024.     | 656.413            | 1.645.000        | 26,01% ( 7,14%)                           | [ 41 ] [ 42 ] |

## Контроверзе

### Незадовољство резултатима
После такмичења, део јавности је био незадовољан резултатом, односно са тиме што песма Гнездо орлово није победила на такмичењу иако је победила у гласању публике. Покренута је онлајн петиција којом се захтева понављање гласања, а такође се тражи да само гласање публике одлучи о победнику.
Поред тога, током преноса финала конкурса, откривено је да је чланица жирија, Сајси , доделила нула поена песми Гнездо орлово, једном од фаворита такмичења, што је изазвало негативне реакције у делу јавности, као и у неким медијима, али изазвало и похвале од других. Неки су РТС и Сајси MC оптужили за намештање те да је Сајси изабрана како би доделила Бресквици нула поена. Сајси је добијала претње због тога како је гласала, као и Марија Шерифовић и Жика Зана.
За 9. март 2024. је испред РТС био заказан скуп подршке Бресквици. Људи незадовољни резултатима су најавили да ако њихови захтеви да се гласање понови или Бресквица буде проглашена за победницу, они ће блокирати саобраћајнице у Београду, као што су трг Славија и мост Газела Бресквица је тврдила да „не може никоме да забрани да протестује” и да „и треба да протестују”. Само неколико људи се појавило.
Супервизорка такмичења Оливера Ковачевић изјавила је да је гласање било регуларно и да резултати не могу да буду промењени.